# هشام العتيبي
هشام سليمان العتيبي (1946 - 4 يناير 2017)، هو سياسي كويتي شغل منصب وزير التجارة والصناعة في عامي 1998 و1999. حصل على درجة البكالوريوس في الهندسة من الولايات المتحدة الأمريكية من جامعة أوكلاهوما عام 1972. تقلّد العديد من المناصب في المؤسسات الكويتية والبريطانية والدوليّة. كان متزوج ولديه ثلاثة بنات وابن.